# Institut Tecnològic La Marañosa
El Institut Tecnològic "La Marañosa" (ITM) és un organisme de recerca, desenvolupament tecnològic i innovació (R+D+i), pertanyent al Ministeri de Defensa d'Espanya a través de l'Institut Nacional de Tècnica Aeroespacial d'Espanya, inaugurat al febrer de 2011. Es troba a San Martín de la Vega, Comunitat de Madrid. En 2014 el govern va estudiar la possibilitat d'unificar l'Institut amb l'INTA, el Canal d'Experiències Hidrodinàmiques del Pardo i el Laboratori d'Enginyers per crear un gran centre d'investigació amb la finalitat de reduir despeses.
L'institut compta amb 11 edificis temàtics repartits en 44.000 metres quadrats; 138 laboratoris organitzats en set àrees especialitzades, i una plantilla d'al voltant de 800 treballadors i investigadors civils i militars. Constitueix un referent en R+D per a Defensa i les Forces Armades en matèria de armament, material i equip, les principals funcions del qual se centren en l'avaluació i assajos d'armes i municions, el desenvolupament de projectes de recerca, experimentació, anàlisi i simulació, i activitats de metrologia o calibratge.
Aquest campus tecnològic sorgeix del procés de racionalització de 6 centres tecnològics de la Direcció general d'Armament i Material:
1. Centre de Recerca i Desenvolupament de l'Armada (CIDA).
2. Polígon d'Experiències de Carabanchel (PAC).
3. Taller de Precisió i Centre Electrotècnic d'Artilleria (TPYCEA) creat en 1898 (els tres a Madrid),
4. Centre d'Assajos de Torregorda (CET, a Cadis),
5. Laboratori Químic Central d'Armament (LQCA) i,
6. Fàbrica Nacional de la Marañosa (FNM) (tots dos a la finca de La Marañosa).

El seu objectiu és impulsar les capacitats tecnològiques d'interès per a la defensa d'ús dual (civil i militar) treballant així mateix en estret contacte amb altres centres nacionals i empreses sobre projectes de recerca i desenvolupament que enforteixin la capacitat d'innovació.
Així, l'Institut compta amb set àrees tecnològiques:
- Armament.
- Electrònica.
- Metrologia i Factors Humans.
- Defensa Nuclear, Biològica i Química (NBQ) i Materials.
- Optrònica i Acústica.
- Plataformes.
- Tecnologies de la Informació, Comunicacions i Simulació (TICS).